# J. P. Chenet

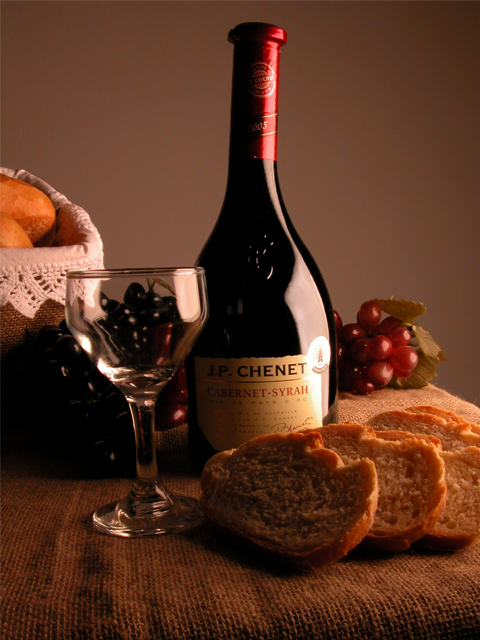
Láhev J. P. Chenet Cabernet-Syrah

J. P. Chenet (psáno i jako JP. Chenet nebo JP Chenet) je francouzská značka vína produkovaná společností Les Grands Chais de France od roku 1984. Výraznou charakteristikou značky je baňatá láhev s lehce zakřiveným hrdlem.
První vína J. P. Chenet, červené Cabernet Sauvignon a bílé Blanc de Blancs (doslova „bílé z bílých“), vznikla v roce 1985. Roku 1987 přibylo růžové víno Cinsault rosé a bílé polosladké Medium sweet. V roce 1996 se kolekce značky rozšířila o dvě prvotřídní barikovaná vína (dozrávající ve speciálních vinných sudech), červené Merlot – Cabernet Sauvignon a bílé Chardonnay.